# Лучук Роман Олександрович
Рома́н Олекса́ндрович Лучук (10 серпня 1994 — 25 серпня 2014) — солдат 51-ї окремої механізованої бригади Збройних сил України, учасник російсько-української війни.

## Біографія
Народився Роман Лучук 10 серпня 1994 року в Луцьку. Навчався в Луцькій ЗОШ № 19, працював у Луцькій міській філії ПАТ «Волиньобленерго». З початком російської збройної агресії мобілізований до лав Збройних сил, служив сапером у 51-ї механізованій бригаді. Разом із іншими бійцями бригади брав участь у відсічі збройній агресії Росії. Уночі з 24 на 25 серпня 2014 року 3-й батальйон бригади потрапив у оточення біля Іловайська. Тоді під ракетним та танковим вогнем проросійських бойовиків та російських військових загинули та потрапили в полон десятки воїнів 51-ї бригади. Роман Лучук також загинув в цьому бою 25 серпня (за іншими даними 26 серпня) у районі селища Кутейникове.
Удома у загиблого воїна залишились батьки, одружитися Роман не встиг.
Поховання Романа Лучука та ще одного загиблого героя Юрія Оніщука відбулось 1 вересня 2014 року. Прощання із загиблим героєм проведено у Свято-Троїцькому кафедральному соборі УПЦ КП, а громадянська панихида — на центральній площі Луцька. Похований загиблий воїн на центральній алеї кладовища «Гаразджа».

## Нагороди та вшанування пам'яті
- 4 червня 2015 року — за особисту мужність і героїзм, виявлені у захисті державного суверенітету та територіальної цілісності України, вірність військовій присязі під час російсько-української війни, відзначений — нагороджений орденом «За мужність» III ступеня (посмертно).
- Для вшанування пам'яті загиблих працівників підприємства під час війни на сході України, а також працівників підприємства, які продовжують захищати незалежність нашої держави, у фоє головного адміністративного корпусу ПАТ «Волиньобленерго» відкрито куточок пам'яті працівників підприємства Романа Лучука та Миколи Бондарука, а також куточок із світлинами працівників підприємства, що повернулися з війни або продовжують боронити нашу незалежність.[4]
- Його портрет розміщений на меморіалі «Стіна пам'яті полеглих за Україну» у Києві: секція 3, ряд 3, місце 13
- Вшановується 25 серпня на щоденному ранковому церемоніалі вшанування українських захисників, які загинули цього дня у різні роки внаслідок російської збройної агресії[5]
- нагороджений відзнакою 51-ї ОМБр «За мужність та відвагу» (посмертно)
- Почесний громадянин міста Луцька" (рішення Луцької міської ради від 25 липня 2018 року № 44/1)[6]